# غلارنيستش
غلارنيستش (بالإنجليزية: Glärnisch)‏ هو أحد جبال سلسلة جبال الألب غلاروس وجزء من القمة الأم يقع في كانتون غلاروس، سويسرا. يبلغ ارتفاع الجبل حوالي 2914 متر، بينما يبلغ ارتفاع نتوء الجبل 966 متر.